# Elizabeth Olsen
Elizabeth Chase Olsen (Sherman Oaks, California; 16 de febrero de 1989), conocida como Elizabeth Olsen, es una actriz estadounidense. Comenzó a actuar a los cuatro años junto a sus hermanas mayores Mary-Kate y Ashley Olsen. Su gran avance se produjo en 2011, cuando protagonizó el drama de suspenso independiente Martha Marcy May Marlene, por el que fue nominada al premio Critics 'Choice Movie Award a la mejor actriz y al premio Independent Spirit a la mejor protagonista femenina, entre otros, seguido de un papel en la película de terror Silent House (2011). Recibió una nominación al premio BAFTA a la estrella emergente y se graduó de la Universidad de Nueva York dos años después.
Logró reconocimiento internacional por su papel como Bruja Escarlata/Wanda Maximoff en las películas de superhéroes del Universo Cinematográfico de Marvel como Avengers: Age of Ultron (2015), Capitán América: Civil War (2016), Avengers: Infinity War (2018), Avengers: Endgame (2019), Doctor Strange en el multiverso de la locura (2022) y en la miniserie  WandaVision (2021), de Disney+. Su participación en WandaVision logró convertirla en la estrella más popular del mundo en el verano del 2021, y le otorgó nominaciones a los Premios Emmy y Golden Globe Awards como mejor actriz en una miniserie. 
Además de su trabajo con Marvel, también ha protagonizado otras películas como Godzilla en el 2014, Wind River  junto a Jeremy Renner, e Ingrid Goes West, ambas en el 2017. En la televisión, fue productora ejecutiva y protagonista de la serie Sorry for Your Loss (2018-2019), por la que fue nominada a un premio Critics 'Choice Television Award.

## Primeros años
Elizabeth Chase Olsen nació el 16 de febrero de 1989 en Sherman Oaks, California, de Jarnette «Jarnie» Jones y David «Dave» Olsen, una administradora personal, y el otro un desarrollador de bienes raíces y banquero hipotecario. Elizabeth es la hermana menor de las gemelas, Mary-Kate y Ashley Olsen. quienes se hicieron famosas como estrellas de cine y TV a una edad temprana. Su hermano mayor se llama Trent Olsen. Los Olsen tienen ascendencia noruega por parte de su padre. En 1995, los padres de Elizabeth se divorciaron. Su padre se volvió a casar, y del segundo matrimonio de su padre, ella tiene dos hermanos menores, Courtney «Taylor» Olsen y Jake. De pequeña, Elizabeth recibió clases de ballet y canto. Olsen comenzó a actuar cuando tenía cuatro años, apareciendo en las películas de sus hermanas. Antes de la edad de once años, Elizabeth tuvo pequeños papeles en How the West Was Fun y la serie de videos musicales The Adventures of Mary-Kate & Ashley. Habiendo aparecido en los videos de sus hermanas, cuando estaba en cuarto grado, Elizabeth empezó a ir a audiciones para otros proyectos.
Asistió a la Campbell Hall School en North Hollywood, California desde el jardín de infancia hasta el grado 12. Después de su graduación, se inscribió en la Escuela de Artes Tisch de la Universidad de Nueva York. En 2009, Elizabeth pasó un semestre estudiando en Moscú, Rusia, en la Escuela de Teatro de Arte de Moscú a través del programa MATS en el Eugene O'Neill Theater Center. Obtuvo papeles de suplente en la producción off-Broadway de 2008 de la obra Dust y en la producción de Broadway de 2009 de la obra Impressionism, lo que la llevó a conseguir un agente. Elizabeth asistió a la Tisch School of the Arts de la Universidad de Nueva York y la Atlantic Theater Company y se graduó en enero de 2013 tras seis años de estudio intermitente.

## Trayectoria profesional

### 2011-2014: Primeros roles y reconocimiento

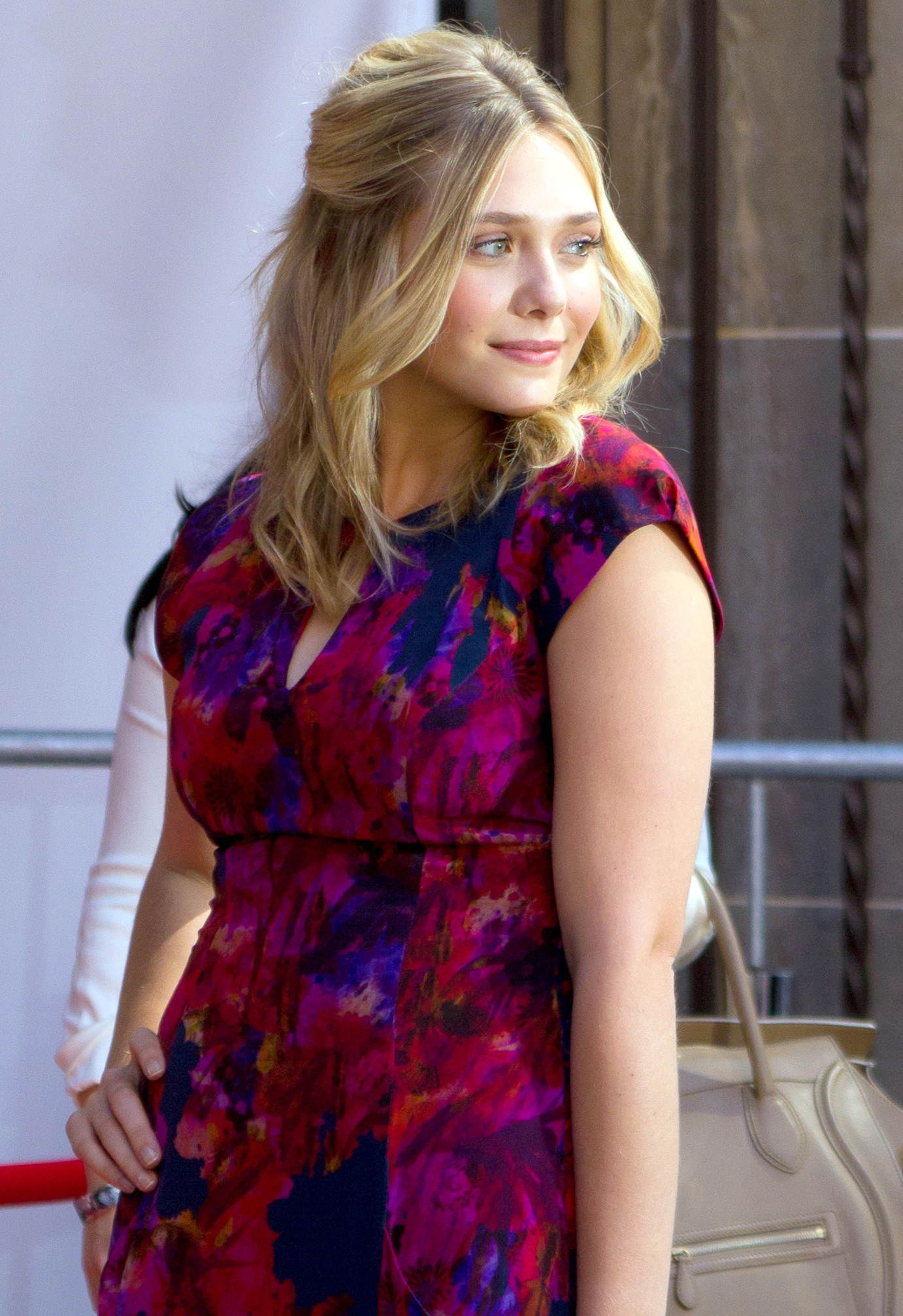
Olsen en el Festival Internacional de Cine de Toronto en 2011.

Elizabeth comenzó a actuar cuando tenía cuatro años de edad y coprotagonizó seis de las producciones de Mary-Kate y Ashley; también audicionó para la película Spy Kids. Estuvo a punto de dejar la actuación en 2004 por el frenesí mediático que rodeó el desorden alimenticio de Mary-Kate. Su primer papel importante llegó en 2011, cuando apareció en la película aclamada por la crítica  Martha Marcy May Marlene. La película, junto con su actuación, recibió elogios de la crítica tras su estreno en el Festival de Cine de Sundance. Fue nominada y ganó numerosos premios de la crítica por su interpretación del personaje protagonista, Martha, una muchacha que sufre paranoia y delirios, después de huir de una secta y volver con su familia. Ella atribuyó su interés por el personaje a su propia fascinación por las enfermedades mentales. Olsen apareció en la versión estadounidense de la película de horror Silent House, en la que interpretó el papel de Sarah y que obtuvo a sus «críticas entusiastas». A pesar de estrenarse en el Festival de Cine de Sundance junto a Martha Marcy May Marlene, se estrenó en 2012, durante el cual también protagonizó el thriller Red Lights, que se filmó a mediados de 2011, y fue lanzada en Estados Unidos el 13 de julio de 2012; y la película de Josh Radnor Liberal Arts, que fue lanzada el 22 de enero de 2012.

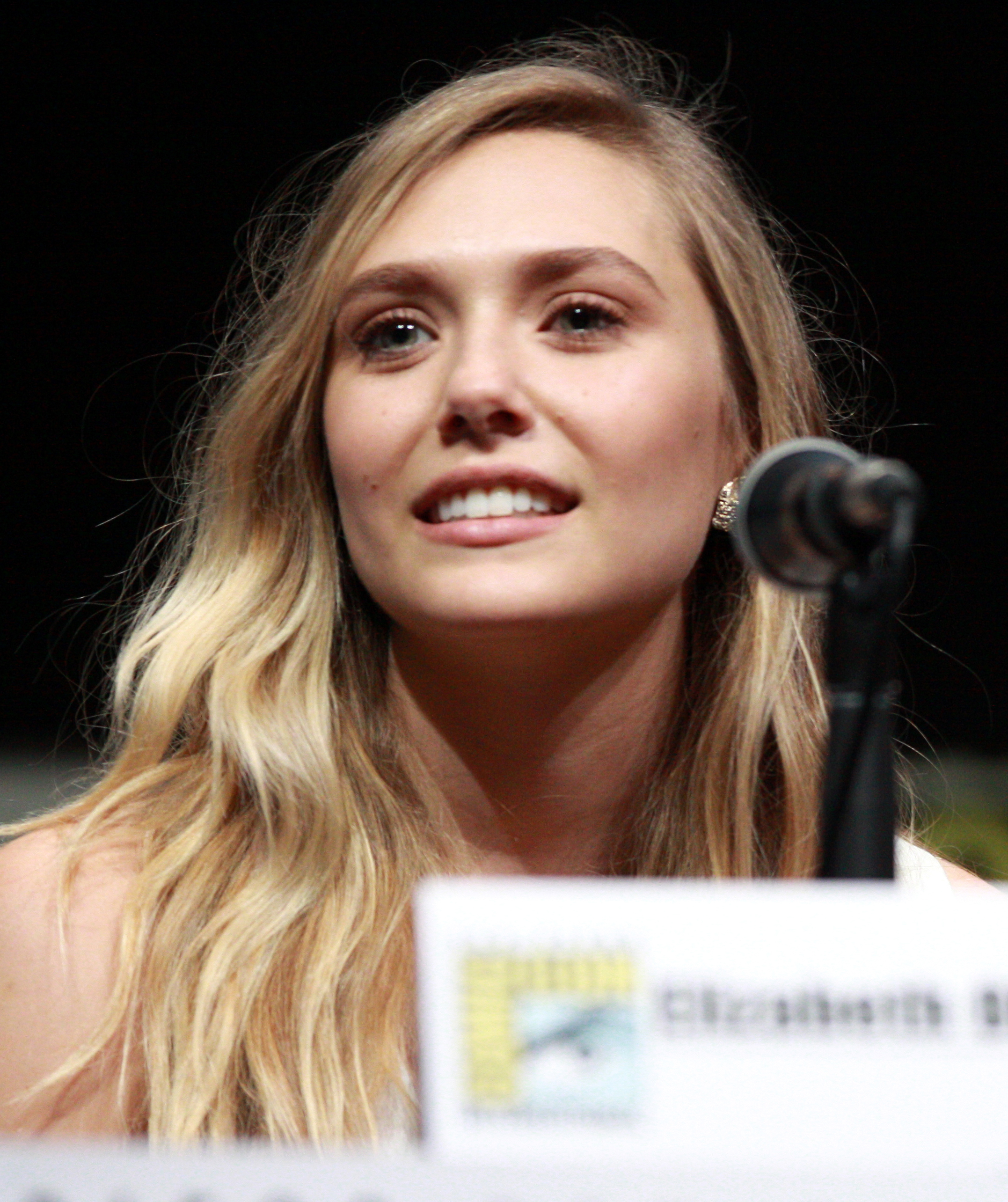
Olsen en la Convención Internacional de Cómics de San Diego de 2013.

En enero de 2013 fue nominada para el Premio BAFTA a la estrella emergente. Interpretó a Edie Parker, la primera esposa de Jack Kerouac y autora de las memorias de la generación beat «You'll Be Okay», en Kill Your Darlings (2013). Apareció en la versión estadounidense de la película surcoreana de 2003 Oldboy, en la cual interpretó a Marie, una joven trabajadora social que tiene una relación con el protagonista, interpretado por Josh Brolin. Ese mismo año, interpretó a la Julieta titular en una producción fuera de Broadway de la obra Romeo y Julieta de William Shakespeare. El crítico del New York Times, Ben Brantley, describió su interpretación como «un libro abierto, y un volumen delgado, alternando entre petulancia descarada e histeria». También interpretó el papel principal en In Secret, una adaptación de la novela clásica de 1867 de Émile Zola, Thérèse Raquin. Ella y Dakota Fanning coprotagonizaron como adolescentes en Brooklyn la película Very Good Girls, estrenada ese mismo año, que Josh Duboff de Vanity Fair calificó de criticada desfavorablemente. En 2014, Olsen protagonizó la película de monstruos Godzilla, junto a Bryan Cranston y Aaron Taylor-Johnson, que recibió críticas positivas y recaudó $528 millones contra un presupuesto de producción de $160 millones.

### 2015-presente: UCM y éxito cinematográfico continuo

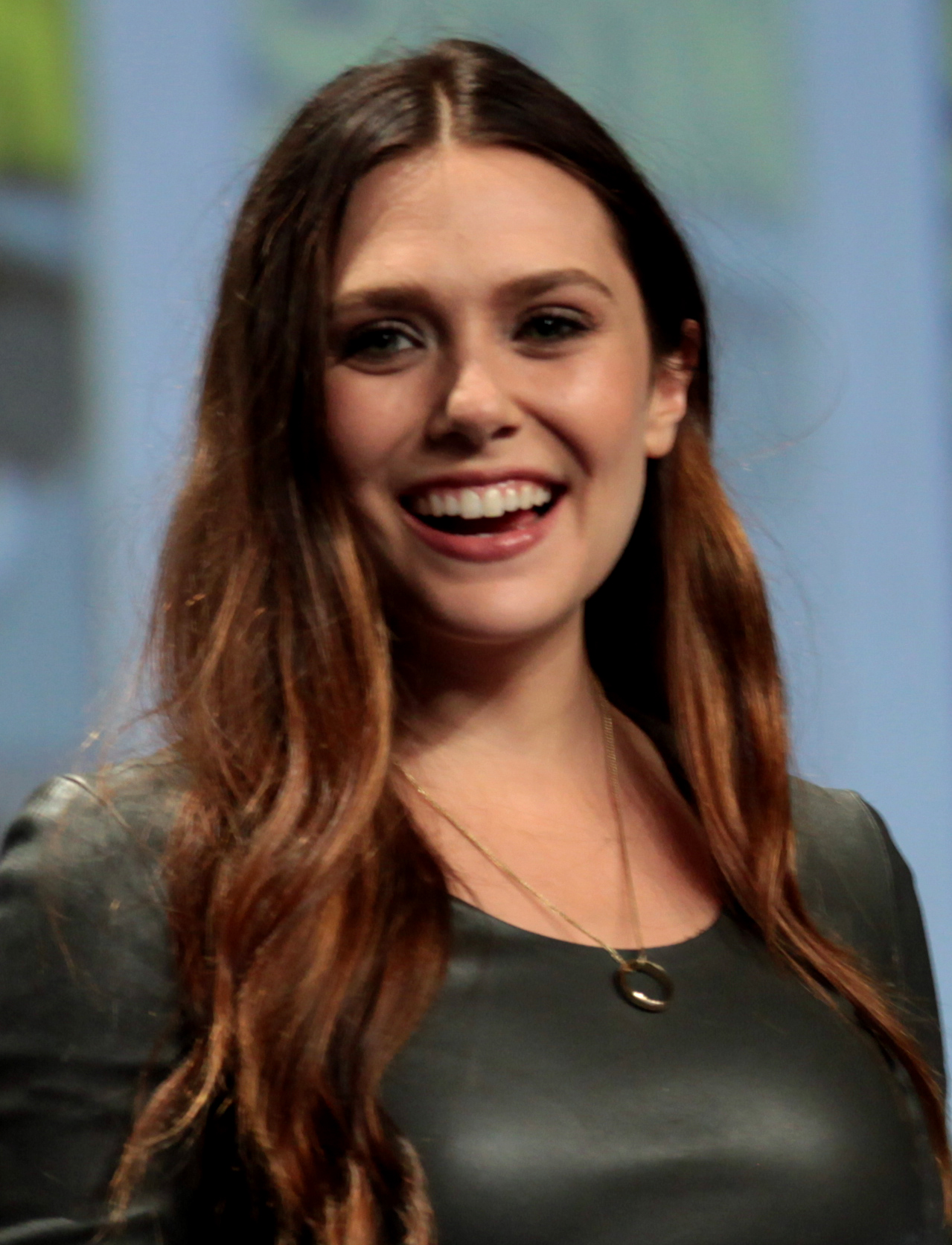
Olsen en la Convención Internacional de Cómics de San Diego de 2014 en su unión al UCM.

Elizabeth Olsen apareció por primera vez en el MCU en 2014, en la escena poscréditos de Captain America and the Winter Soldier; al año siguiente retomó el papel, protagonizando la película de superhéroes de 2015 Avengers: Age of Ultron, la secuela de The Avengers, uniéndose de manera oficial al Universo cinematográfico de Marvel y alcanzando el reconocimiento internacional. En la película, interpretó a Wanda Maximoff, que marcó el debut cinematográfico del personaje de los cómic. Apareció como el personaje por primera vez en una escena en los créditos de la película Captain America: The Winter Soldier, otra vez junto a su coestrella de Godzilla Aaron Taylor-Johnson, que interpretó a su hermano Quicksilver. Olsen interpretó el papel con un acento originario de un país ficticio llamado Sokovia, que describió como similar al eslovaco. Repitió como Wanda Maximoff en la película de 2016 Capitán América: Civil War, Avengers: Infinity War y Avengers: Endgame, la última de las cuales se convirtió en la segunda película más taquillera de todos los tiempos. Con el papel, Olsen saltó a la fama.
En septiembre de 2014, se anunció que Olsen interpretaría a Audrey Williams, esposa, mánager y compañera de dúo de Hank Williams, en la película biográfica de 2015 I Saw the Light, dirigida por Marc Abraham y protagonizada por Tom Hiddleston como Hank Williams. En 2016, apareció como invitada en la serie Drunk History. En 2017, interpretó a una agente novata del FBI en la película de misterio Wind River, junto a Jeremy Renner; y a una influyente en las redes sociales en la película de comedia dramática Ingrid Goes West, junto a Aubrey Plaza; las cuales se estrenaron en agosto con elogios de la crítica. David Edelstein, de Vulture, encontró problemática la «conducta incongruentemente de escuela secundaria» de Olsen en Wind River, mientras que Peter Travers de Rolling Stone escribió que ella dio una «gran revelación de una actuación» en Ingrid Goes West, considerándola «perfección tóxica». Posteriormente fue invitada en HarmonQuest. Al año siguiente, apareció en la película de Netflix, Kodachrome, interpretando a una cuidadora de un fotógrafo, interpretado por Ed Harris.

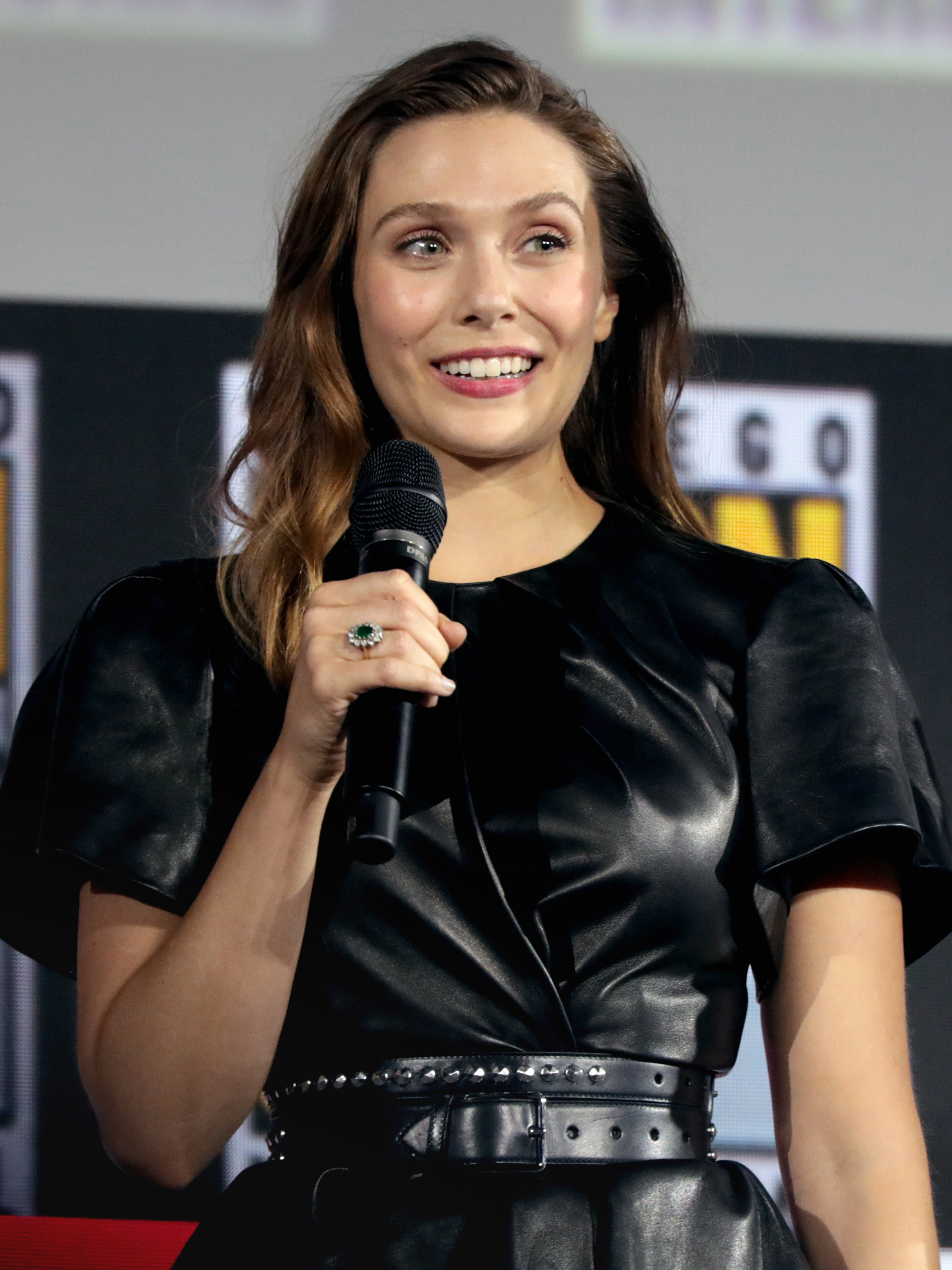
Olsen en la Convención Internacional de Cómics de San Diego de 2019.

En febrero de 2018, se confirmó el papel de Olsen como protagonista de Sorry for Your Loss, una serie de diez episodios para Facebook, de cuyo equipo de producción también formaría parte. Dijo que los tres años que tomó desarrollar la serie le permitieron sumergirse en los impulsos de Shaw. Los críticos lo valoraron positivamente, y la actuación de Olsen, que le valió una nominación para el Premio de la Crítica Televisiva a la mejor actriz en serie de drama, fue calificada como «asombrosa», «disciplinada y aguda», así como «astutamente comprensiva». La serie fue cancelada en enero de 2020 después de dos temporadas.
Volvió a encarnar el papel de Wanda Maximoff, en la serie original de Disney+, WandaVision, serie que comparte junto a su coprotagonista del UCM, Paul Bettany. Además de elogiar la química de Olsen y Bettany, los críticos elogiaron al elenco, con Alex Abad-Santos de Vox escribiendo Olsen fue brillante en su interpretación y Linda Holmes de NPR destacó la «actuación central indeleble» de Olsen, mientras que Zaki Hasan del San Francisco Chronicle escribió que Olsen encarnaba al personaje con facilidad. Olsen obtuvo una nominación a los Premios Primetime Emmy a la Mejor actriz principal en miniserie o película para televisión por su actuación. Seguidamente Olsen apareció en el episodio «Assembled: The Making of WandaVision» del documental Marvel Studios: Unidos.
Ella volvió a interpretar a Wanda Maximoff / Bruja Escarlata en la cinta Doctor Strange en el multiverso de la locura, dicha película tiene continuidad con la serie WandaVision. La cinta estreno con críticas mixtas en mayo de 2022. La actuación de Olsen recibió elogios, y Owen Gleiberman de Variety escribió que «genera un fuego operístico». En mayo de 2021, se anunció que Olsen se unia al elenco de la miniserie de HBO Max, Love and Death, donde interpretaría a la ama de casa Candy Montgomery que cometió un crimen en Texas en los años 80s. La miniserie llegó el 27 de abril de 2023 a la plataforma, con críticas principalmente positivas, aplaudiendo la actuación de Olsen y como usa sus ojos para mostrar facetas complejas de su personaje, mencionando una interpretación mejor que la de su antecesora Jessica Biel, que interpretó a la misma persona en la miniserie Candy. Su actuación le valió una nominación al Globo de Oro a la mejor actriz de miniserie o telefilme. Está prevista para aparecer en la película dramática The Assessment, además de en la cinta de Todd Solondz, Love Child, que protagonizará junto a Charles Melton.

## Vida personal
Olsen declaró que ha sido atea desde los 13 años porque creía que «la religión debería tener que ver con la comunidad y tener un lugar al que ir en oración, no algo que debería determinar las libertades de las mujeres». La línea de ropa de sus hermanas Mary-Kate y  Ashley, Elizabeth and James, recibió su nombre de ella y su hermano mayor. Anteriormente tenía una licencia de bienes raíces en Nueva York, que obtuvo después de mudarse allí por primera vez. Es embajadora de la empresa Bobbi Brown Cosméticos. El actor Boyd Holbrook y ella estuvieron en una relación de 2011 a 2014. Olsen se comprometió con el músico Robbie Arnett, de la banda estadounidense Milo Greene, en julio de 2019 después de tres años de noviazgo. Los dos se casaron en secreto antes de la pandemia de COVID-19, habiéndose fugado. Olsen y Arnett viven en Los Ángeles. Escribieron dos libros para niños, titulados Hattie Harmony: Worry Detective, que se lanzó en junio del 2022, y Hattie Harmony: Opening Night, publicado en junio del 2023. Las experiencias de Olsen y Arnett con la ansiedad inspiraron las creaciones de los libros.

## Imagen pública

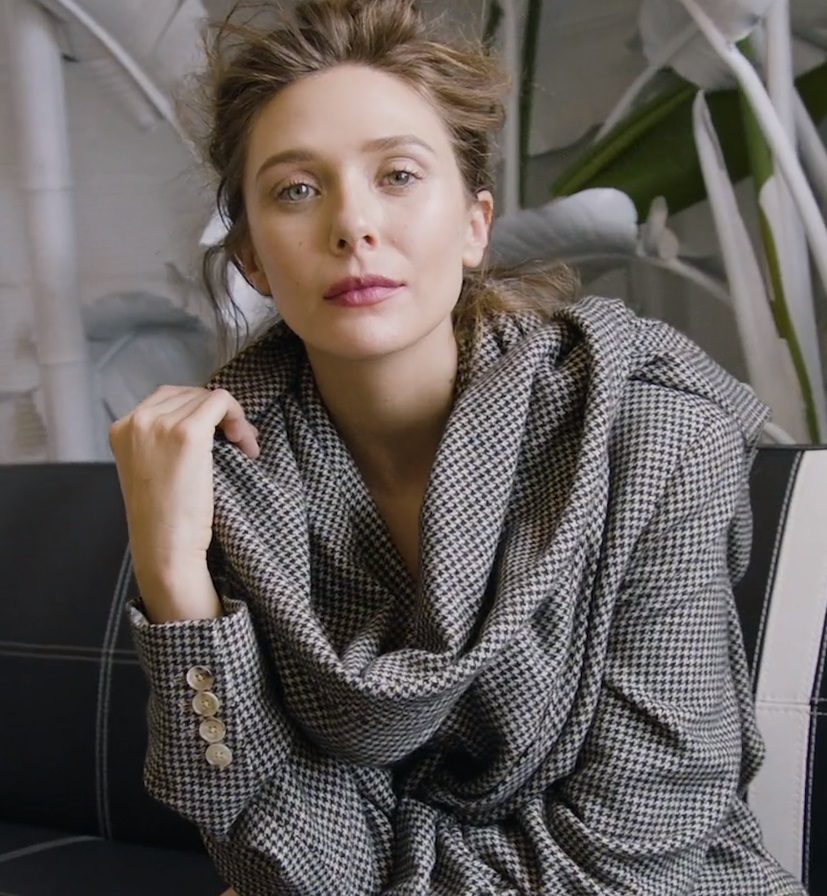
Olsen en una sesión de fotos para la revista de moda L'Officiel en 2018.

Después del fallecimiento de Chadwick Boseman, la mayoría del reparto del UCM se pronunció dando su pesar. Olsen no se sintió preparada para dar dicho pesar por ello, no se pronunció en sus redes sociales, esto hizo que varios fan arremetieran contra Olsen. Este ataque llegó a un punto en donde la actriz decidió cerrar sus redes sociales. En una entrevista Olsen se pronunció diciendo:

«Todo el asunto me hizo sentir incómoda y ni siquiera es como si realmente estuviera prestando atención a los comentarios o algo así, simplemente me sentí extraña cómo organizaba mi cerebro, como si algo sucediera en el mundo, diría: 'Oh, no ¿Tengo que publicar sobre esto?' Creo que es muy peligroso pensar: 'Oh, algo acaba de suceder en el mundo'. Soy una persona autorizada cuya voz debe ser escuchada sobre este tema. Creo que ese es un punto de vista tan narcisista del que todos somos parte, como que nos hizo vivir en este extraño ciclo narcisista. Durante la pandemia, pensé: '¡Oh, bueno! Sabes qué, esto simplemente no es para mí y simplemente me deshice de todo y no volveré. No volveré a las redes sociales por un tiempo.'»

Tiempo después de que Scarlett Johansson presentó una demanda contra Disney alegando que el lanzamiento de la película Black Widow por parte de la compañía simultáneamente en Disney+ y en los cines fue un incumplimiento de contrato puesto que una parte de su salario fue vinculado a la taquilla de la película; alegando que esto afectó su sueldo que podría ganar con la película. Olsen opinó sobre este suceso para Vanity Fair; diciendo que cuando se enteró de la demanda se dijo asimisma «Bien por ti Scarlett» y acabó recalcando que «cuando se trata de actores y sus ganancias...eso es solo todos los contratos. Así que está en el contrato o no»; sus comentarios hicieron pensar al público que Olsen apoyaba a Johansson; además de haber dicho que no esta preocupada «por Scarlett». El 9 de marzo de 2023, se confirmó a Olsen como una de las presentadoras de premios en la 95.ª edición de los Premios Óscar, junto a Pedro Pascal, Halle Berry, Paul Dano, Cara Delevingne, Mindy Kaling, Eva Longoria, Julia Louis-Dreyfus, Andie MacDowell, y John Travolta. Esta edición de los Premios Óscar se realizó el 12 de marzo de 2023; con Olsen entregando los premios a mejor cortometraje documental y mejor cortometraje animado junto a Pascal.

## Filmografía
- Martha Marcy May Marlene (2011)
- Godzilla (2014)
- Avengers: Age of Ultron (2015)
- Captain America: Civil War (2016)
- Ingrid Goes West (2017)
- Wind River (2017)
- Avengers: Infinity War (2018)
- Sorry for Your Loss (2018-2019)
- Avengers: Endgame (2019)
- WandaVision (2021)
- Doctor Strange en el multiverso de la locura (2022)
- Love and Death (2023)
- His Three Daughters (2024)

## Premios y nominaciones
| Año  | Premiación                                                  | Categoría                                                                       | Proyecto                                     | Resultado | Ref.            |
| ---- | ----------------------------------------------------------- | ------------------------------------------------------------------------------- | -------------------------------------------- | --------- | --------------- |
| 2011 | Elle Women in Hollywood                                     | Mujer del Año                                                                   | —                                            | Ganadora  | [ 154 ]         |
| 2011 | Alianza de mujeres periodistas de cine                      | Mejor interpretación revolucionaria                                             | Martha Marcy May Marlene                     | Ganadora  | [ 155 ]         |
| 2011 | Asociación de críticos de cine de Chicago                   | Artista más prometedora                                                         | Martha Marcy May Marlene                     | Ganadora  | [ 156 ]         |
| 2011 | Círculo de críticos de cine de Florida                      | Premio Pauline Kael Breakout                                                    | Martha Marcy May Marlene                     | Ganadora  | [ 157 ]         |
| 2011 | Festival Internacional de Cine de Gante                     | Mención especial                                                                | Martha Marcy May Marlene                     | Ganadora  | [ 158 ]         |
| 2011 | Asociación de Críticos de Cine de Los Ángeles               | Premio Nueva Generación                                                         | Martha Marcy May Marlene                     | Ganadora  | [ 159 ]         |
| 2011 | Círculo de Críticos de Cine de Vancouver                    | Mejor actriz                                                                    | Martha Marcy May Marlene                     | Ganadora  | [ 160 ]         |
| 2011 | Broadcast Film Critics Association                          | Mejor actriz                                                                    | Martha Marcy May Marlene                     | Nominada  | [ 161 ]         |
| 2011 | Asociación de Críticos de Cine de Chicago                   | Mejor actriz                                                                    | Martha Marcy May Marlene                     | Nominada  | [ 162 ]         |
| 2011 | Sociedad de Críticos de Cine de Detroit                     | Mejor interpretación revolucionaria                                             | Martha Marcy May Marlene                     | Nominada  | [ 163 ]         |
| 2011 | Premios de Cine Idependiente de Gotham                      | Mejor actriz revelación                                                         | Martha Marcy May Marlene                     | Nominada  | [ 164 ]         |
| 2011 | Premios de Cine Idependiente de Gotham                      | Mejor interpretación de conjunto                                                | Martha Marcy May Marlene                     | Nominada  | [ 164 ]         |
| 2011 | Independent Spirit Awards                                   | Mejor protagonista femenina                                                     | Martha Marcy May Marlene                     | Nominada  | [ 165 ]         |
| 2011 | Sociedad de Críticos de Cine en Línea                       | Mejor actriz                                                                    | Martha Marcy May Marlene                     | Nominada  | [ 166 ]         |
| 2011 | Críticos de Cine de San Diego                               | Mejor actriz                                                                    | Martha Marcy May Marlene                     | Nominada  | [ 167 ]         |
| 2011 | Premios Satellite                                           | Mejor actriz - Película                                                         | Martha Marcy May Marlene                     | Nominada  | [ 168 ]         |
| 2011 | Premios Saturn                                              | Mejor actriz                                                                    | Martha Marcy May Marlene                     | Nominada  | [ 169 ]         |
| 2011 | Asociación de Críticos de Cine de Toronto                   | Mejor actriz                                                                    | Martha Marcy May Marlene                     | Nominada  | [ 170 ]         |
| 2011 | Asociación de Críticos de Cine del área de Washington D. C. | Mejor actriz                                                                    | Martha Marcy May Marlene                     | Nominada  | [ 171 ]         |
| 2011 | Fangoria Chainsaw Awards                                    | Mejor actriz principal                                                          | Silent House                                 | Ganadora  | [ 172 ]         |
| 2013 | Premios de la Academia Británica de Cine                    | Premio BAFTA Rising Star                                                        | Ella misma                                   | Nominada  | [ 173 ]         |
| 2014 | Teen Choice Awards                                          | Mejor estrella revelación                                                       | Godzilla                                     | Nominada  | [ 174 ]         |
| 2015 | Festival de Cine Americano de Deauville                     | Premio Hollywood Rising Star                                                    | I Saw the Light                              | Ganadora  | [ 175 ]         |
| 2015 | Teen Choice Awards                                          | Mejor revelación                                                                | Avengers: Age of Ultrón                      | Nominada  | [ 176 ]         |
| 2016 | Teen Choice Awards                                          | Mejor química (con Chris Evans, Sebastian Stan, Anthony Mackie y Jeremy Renner) | Capitán América: Civil War                   | Nominada  | [ 177 ]         |
| 2018 | MTV Movie & TV Awards                                       | Mejor pelea (con Scarlett Johansson y Danai Gurira vs Carrie Coon)              | Avengers: Infinity War                       | Nominada  | [ 178 ]         |
| 2018 | Teen Choice Awards                                          | Mejor actriz de acción                                                          | Avengers: Infinity War                       | Nominada  | [ 179 ]         |
| 2019 | Critics' Choice Television Awards                           | Mejor actriz en serie de drama                                                  | Sorry for Your Loss                          | Nominada  | [ 180 ]         |
| 2021 | MTV Movie & TV Awards                                       | Mejor Interpretación en un Programa                                             | WandaVision                                  | Ganadora  | [ 181 ] [ 182 ] |
| 2021 | MTV Movie & TV Awards                                       | Mejor Pelea (compartido con Kathryn Hahn)                                       | WandaVision                                  | Ganadora  | [ 181 ] [ 182 ] |
| 2021 | Gold Derby TV Awards                                        | Mejor actriz en serie limitada                                                  | WandaVision                                  | Nominada  | [ 183 ]         |
| 2021 | Gold Derby TV Awards                                        | Artista del año                                                                 | WandaVision                                  | Nominada  | [ 183 ]         |
| 2021 | Hollywood Critics Association TV Awards                     | Mejor actriz en una miniserie                                                   | WandaVision                                  | Nominada  | [ 184 ]         |
| 2021 | Dorian TV Awards                                            | Mejor actuación en una serie                                                    | WandaVision                                  | Nominada  | [ 185 ]         |
| 2021 | Premios Primetime Emmy                                      | Mejor actriz principal en miniserie o película para televisión                  | WandaVision                                  | Nominada  | [ 186 ]         |
| 2021 | Television Critics Association Awards                       | Logro individual en drama                                                       | WandaVision                                  | Nominada  | [ 187 ]         |
| 2021 | BreakTudo Awards                                            | Crush Internacional                                                             | Ella misma                                   | Nominada  | [ 188 ] [ 189 ] |
| 2021 | Online Film & Television Association Awards                 | Mejor actriz en miniserie                                                       | WandaVision                                  | Nominada  | [ 190 ]         |
| 2021 | People's Choice Awards                                      | Estrella de TV femenina                                                         | WandaVision                                  | Nominada  | [ 191 ]         |
| 2022 | Critics' Choice TV Award                                    | Mejor actriz en serie limitada                                                  | WandaVision                                  | Nominada  | [ 192 ]         |
| 2022 | Golden Globe Awards                                         | Mejor actriz en una miniserie                                                   | WandaVision                                  | Nominada  | [ 193 ]         |
| 2022 | Critics' Choice Super Awards                                | Mejor actriz en serie de superhéroes                                            | WandaVision                                  | Ganadora  | [ 194 ]         |
| 2022 | Nickelodeon Kids' Choice Awards                             | Estrella de TV favorita                                                         | WandaVision                                  | Nominada  | [ 195 ]         |
| 2022 | Saturn Awards                                               | Actriz en serie de Streaming                                                    | WandaVision                                  | Nominada  | [ 196 ]         |
| 2022 | People's Choice Awards                                      | Estrella de cine femenina                                                       | Doctor Strange en el multiverso de la locura | Ganadora  | [ 197 ]         |
| 2022 | People's Choice Awards                                      | Estrella de cine de acción                                                      | Doctor Strange en el multiverso de la locura | Ganadora  | [ 197 ]         |
| 2023 | Nickelodeon Kids' Choice Awards                             | Actriz de película favorita                                                     | Doctor Strange en el multiverso de la locura | Nominada  | [ 198 ]         |
| 2023 | Critics' Choice Super Awards                                | Mejor actriz en una película de superhéroes                                     | Doctor Strange en el multiverso de la locura | Nominada  | [ 199 ]         |
| 2023 | Critics' Choice Super Awards                                | Mejor villana en una película                                                   | Doctor Strange en el multiverso de la locura | Nominada  | [ 199 ]         |
| 2023 | MTV Movie & TV Awards                                       | Mejor villana                                                                   | Doctor Strange en el multiverso de la locura | Ganadora  | [ 200 ]         |
| 2024 | Premios Globo de Oro                                        | Mejor actriz en una miniserie                                                   | Love and Death                               | Nominada  | [ 120 ]         |